# Ge Zhenlin
Ge Zhenlin (chiń. 葛振林; ur. 1917, zm. 21 marca 2005 w prowincji Hunan) – żołnierz chiński, weteran wojny chińsko-japońskiej 1937–1945.
Przeszedł do historii jako jeden z „pięciu wojowników z góry Langya”. 25 września 1941 wraz z czterema towarzyszami odciągnął kilkusetosobowy oddział Japończyków od miejsca zamieszkanego przez cywilów i oddziału chińskiego w stronę góry Langya (prowincja Hebei). Akcja ta dała czas Chińczykom na zorganizowanie oporu. Pięciu żołnierzy, ostrzeliwanych stale przez przeciwników, zdecydowało się na skok z góry; trzech z nich poniosło śmierć na miejscu. Przeżyli Ge Zhenlin oraz Song Xueyi, których upadek złagodziły gałęzie drzew.
Postawa „pięciu wojowników z góry Langya” została upamiętniona m.in. w chińskich czytankach szkolnych jako przykład patriotyzmu. Ge Zhenlin był ostatnim chińskim uczestnikiem tego wydarzenia (Song Xuenyi zmarł w 1971) i po przejściu na emeryturę w 1981 odbył setki spotkań z młodzieżą i odczytów. Po jego śmierci władze szkolne zdecydowały się na usunięcie z podręczników czytanek o górze Langya, uznając, że postawa Ge i towarzyszy nie jest w stanie inspirować współczesnych uczniów.